# Демарія (гора)

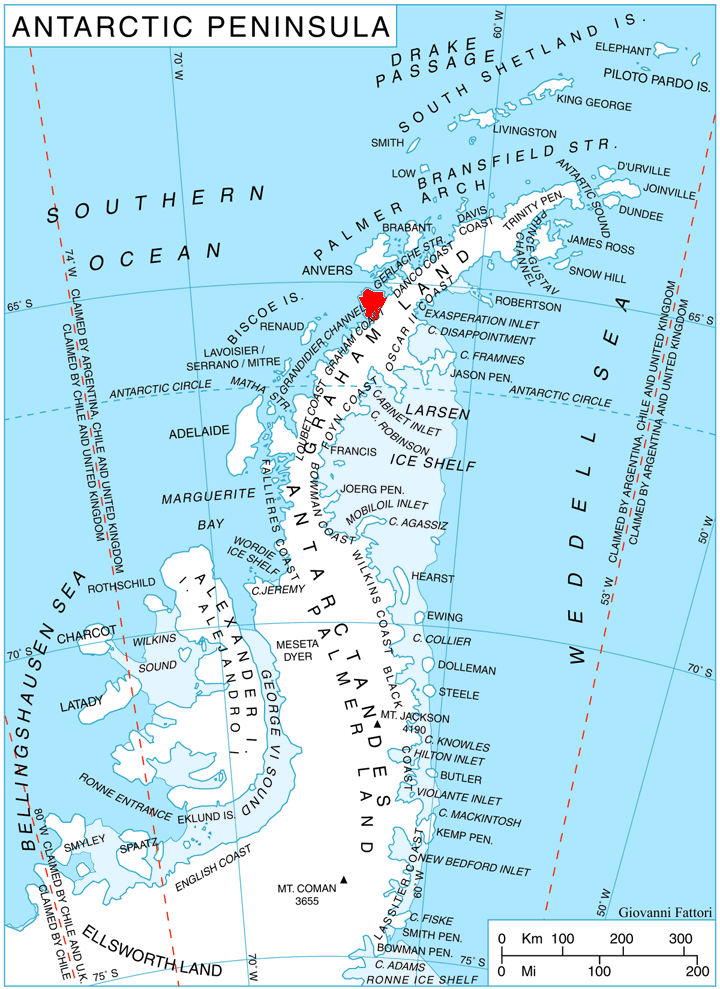
Розташування півострова Київ на Землі Грема, Антарктичний півострів.

Гора Демарія (англ. Mount Demaria; 65°17′ пд. ш. 64°6′ зх. д. / 65.283° пд. ш. 64.100° зх. д.) — гора з обривистими схилами, висотою 635 метрів, що піднімається безпосередньо на південний схід від мису Таксен на західному узбережжі півострова Київ в Землі Ґреяма, яка є частиною Антарктичного півострова, що в Антарктиді. 

## Історія
Ймовірно, першими цю гору побачили учасники  Бельгійської антарктичної експедиції (1897—1899), під керівництвом бельгійського полярного дослідника барона Адрієна де Жерлаша де Гомері. Її було нанесено на карту учасниками Четвертої французької антарктичної експедиції (1903–1905) під керівництвом полярного дослідника Жана-Батиста Шарко. Шарко назвав гору на честь братів Жуля (1865–1950) та Поля Демарія, які розробили анастигматичний об'єктив, що використовувався у фотообладнанні цієї дослідницької експедиції. Консультативний комітет з антарктичних назв (США) переклав французьку назву на англійську в 1950 році.
Перше сходження на вершину гори відбулося 22 липня 1979 року, і його здійснили Р. Ешлі, Р. Бовлер, К. Брайн, Д. Форсайт (Велика Британія). Друге сходження відбулося 1 жовтня 1979 року за участі М. Бреттлона, А. Гокінсона, Дж. Керрона і Дж. Наттона.